# エイジェイ・ファレアファガ
エイジェイ・ファレアファガ（Ajay Faleafaga、2003年2月2日 - ）は、ニュージーランド出身のラグビーユニオン選手。ジャパンラグビーリーグワンの豊田自動織機シャトルズ愛知に所属している。

## 経歴
オークランドのセント・ピーターズ・カレッジに通い、15歳で1軍チームでデビューを果たした。
2021年、オタゴ大学に入学。 
2023年にはU20ニュージーランド代表に選出された。同年、バニングスNPC（ニュージーランド州選手権）でオタゴ代表として出場した。
2023年、スーパーラグビー・パシフィックのハイランダーズに加入。
2025年8月、ジャパンラグビーリーグワンの豊田自動織機シャトルズ愛知に加入。